# Signoria di Tiro
La Signoria di Tiro fu uno stato crociato sotto la giurisdizione del Regno di Gerusalemme.

## Storia
Tiro fu preso dai Crociati in 1124 e incluso nel dominio reale. Fu l'unico porto a resistere in 1187 a Saladino, sotto la guida di Corrado del Monferrato, che si autodefinì Principe di Tiro. Quando quest'ultimo divenne re di Gerusalemme, Tiro tornò al dominio reale, quindi fu dato in feudo a Filippo di Montfort nel 1246.

## Geografia
Signoria costiera, situata tra Scandelion e la signoria di Sidone.

## Signori di Tiro
- 1124-1188 : dominio reale
- Corrado del Monferrato (1188-1192)
- 1192-1246 : dominio reale
- Filippo di Montfort (1246-1270)

sposato a Maria d'Antiochia, signora di Toron
- Giovanni di Montfort, figlio del precedente, signore di Toron e di Tiro (1270-1283)

sposato a Margherita di Tiro, sorella di Ugo III di Cipro
- Onofrio di Montfort, fratello del precedente (1283-1284)

sposato a Echive d'Ibelin
Alla sua morte, il re Enrico II di Cipro riconquista Tiro e la consegna a suo fratello Amalrico
- 1284-1291 : Amalrico II di Tiro († 1310)

sposato a Isabella d'Armenia